# نيكولا ماري
نيكولا ماري (بالفرنسية: Nicolas Mary)‏ (1610، روان في فرنسا - 4 فبراير 1652)؛ ممثل، مترجم، كاتب مسرحي وروائي فرنسي.